# Philodromus pernix
Philodromus pernix là một loài nhện trong họ Philodromidae.
Loài này thuộc chi Philodromus. Philodromus pernix được John Blackwall miêu tả năm 1846.